# Rosa Morandi
Rosa Paolina Morandi, nata Morolli (Senigallia, 5 luglio 1782 – Milano, 6 maggio 1824), è stata un soprano italiano. Sposò il compositore Giovanni Morandi.

## Biografia
Era la figlia d'Agostino Morolli e Anna Ferrari. Di famiglia modesta, lavorava come tessitrice. Il compositore e organista Giovanni Morandi (1777–1856) notò le sue qualità di voce, li diede lezioni di canto e si sposarono nel 1804. Dalla loro unione nacquero tre figli, Giuseppe, il 9 settembre 1805, avvocato in Roma, che fu nominato da Pio IX, Procuratore generale del Fisco e della Reverenda Camera apostolica nel 1847, poi Pro-Governatore di Roma e Direttore generale di Polizia; Luigi, nato il 8 febbraio 1807, amministratore dei beni particolari del papa in Senigallia; Pietro, nato nel 1816, di poca salute, che morì presto.

## Interpretazioni

### Ruoli creati
- Il ruolo del titolo nellʾAdelina di Pietro Generali, con Tommaso Ricci e Luigi Raffanelli, al Teatro Giustiniani in San Mosè di Venezia, in settembre 1810[3].
- Fannì ne La cambiale di matrimonio di Gioachino Rossini, con Tommaso Ricci e Luigi Raffanelli, al Teatro Giustiniani in San Mosè di Venezia, dal 3 novembre 1810 e per l'autunno successivo[4].
- Cristina nellʾEduardo e Cristina di Rossini, con Carolina Cortesi nel ruolo d'Eduardo e Eliodoro Bianchi, al Nobile teatro di san Benedetto per la primavera 1819[5].
- Il ruolo del titolo nellʾEmma di Resburgo di Giacomo Meyerbeer, allo stesso teatro, per l'estate 1819, tuttora conCarolina Cortesi nel ruolo di Edemondo ed Eliodoro Bianchi.
- Il ruolo del titolo nellʾAdele ed Emerico di Saverio Mercadante, con Isabella Fabbrica Montresor nel ruolo di Emerico, a La Scala di Milano,dal 21 settembre 1822 e per l'autunoo[6].

### Altri
- Merlina nellʾAmore ed interesse di Raffaele Orgitano, con Tommaso Ricci e Luigi Raffanelli, al Teatro Giustiniani in San Mosè di Venezia,in settembre 1810[3].